# Cairo, Missouri
Cairo är en ort i Randolph County i delstaten Missouri, USA.